# Eleocharis uniflora
Eleocharis uniflora är en halvgräsart som beskrevs av O.Seberg. Eleocharis uniflora ingår i släktet småsäv, och familjen halvgräs. Inga underarter finns listade i Catalogue of Life.